# Hayato Sakurai
Hayato Sakurai (jap. 桜井速人 Sakurai Hayato; ur. 24 sierpnia 1975 w Prefekturze Ibaraki) – japoński zawodnik mieszanych sztuk walki. Były mistrz Shooto w wadze półśredniej (1998–2001) oraz finalista turnieju PRIDE Lightweight Grand Prix (2005). Srebrny medalista ADCC (1999). W swojej karierze walczył dla największych krajowych organizacji m.in. Shooto, PRIDE FC, Vale Tudo Japan, DEEP oraz DREAM. Posiadacz czarnego pasa w brazylijskim jiu-jitsu.

## MMA

### Shooto / DEEP
Profesjonalny debiut w MMA zanotował 4 października 1996 na gali Shooto poddając dźwignią również debiutującego Caola Uno. 13 maja 1998 pokonał Jutaro Nakao na punkty i został mistrzem Shooto w wadze półśredniej. 20 marca 1999 wygrał turniej Golden Trophy organizowany we Francji pokonując jednego wieczoru trzech rywali. Od 1999 do 2001 walczył głównie na galach Shooto broniąc tytułu oraz pokonując m.in. Luiza Azeredo oraz Franka Trigga. 26 sierpnia 2001 stracił mistrzostwo na rzecz Brazylijczyka Andersona Silve. 22 marca 2002 zadebiutował w UFC na gali numer 36 w pojedynku o mistrzostwo przeciwko Mattowi Hughesowi, lecz ostatecznie uległ Amerykaninowi w 4. rundzie przez TKO. Do końca 2003 walczył m.in. na galach DEEP wygrywając z Dave’em Menne oraz przegrywając z Jakiem Shieldsem i Ryō Chōnanem.

### PRIDE FC
Pod koniec 2003 związał się z czołową w kraju organizacją Pride Fighting Championships debiutując w niej na sylwestrowej gali PRIDE Shockwave 2003 gdzie pokonał Daiju Takase. W 2005 zajął drugie miejsce w turnieju PRIDE Lightweight Grand Prix gdzie w drodze do finału pokonywał Jensa Pulvera i Joachima Hansena. W finale natomiast uległ Takanoriemu Gomiemu przez KO (31 grudnia 2005). W sumie w latach 2003–2005 zanotował dziewięć pojedynków w PRIDE, wygrywając sześć razy m.in. z Shin’yą Aokim i trzykrotnie ulegając rywalom. Od sierpnia 2006 do lutego 2007 stoczył jeszcze trzy wygrane pojedynki po czym organizacja została kupiona przez amerykańską korporację Zuffa – właściciela konkurencyjnego UFC i przestała funkcjonować.
31 grudnia 2007 wystąpił na pożegnalnej gali PRIDE – Yarennoka! pokonując Hidehiko Hasegawa na punkty.

### DREAM
Po zamknięciu PRIDE w 2008 przeniósł się do nowo powstałego DREAM. Od 2008 do 2012 stoczył tam dziesięć pojedynków notując bilans 6-5, wygrywając m.in. z Kuniyoshi Hironaką (23.09.2008), w rewanżach z Shin’yą Aokim (05.04.2009) i Ryō Chōnanem (31.12.2011) oraz zaliczając fatalną serię czterech porażek z rzędu na przełomie 2009/2010 kolejno z Mariusem Žaromskisem, Akihiro Gōno, Nickiem Diazem i Jasonem Highiem.

## Osiągnięcia
Mieszane sztuki walki:
- 1998–2001: Mistrz Shooto w wadze półśredniej
- 1999: Golden Trophy – 1. miejsce
- 2005: PRIDE Lightweight Grand Prix – 2. miejsce
- 2009: DREAM Welterweight Grand Prix – półfinalista

Grappling:
- 1999: Mistrzostwa Świata ADCC – 3. miejsce (kat. -77kg)
- 1999: Mistrzostwa Świata ADCC – 2. miejsce (kat. absolutna)